# Bolesław Gromnicki
Bolesław Gromnicki (ur. 11 maja 1935 w Tarnowskich Górach, zm. 4 kwietnia 2017 we Wrocławiu) – polski aktor, piosenkarz i parodysta.

## Życiorys
Jako artysta estradowy występował między innymi na Krajowym Festiwalu Polskiej Piosenki w Opolu oraz na Międzynarodowym Festiwalu Piosenki w Sopocie, a także za granicą w tym, w paryskiej „Olympii”, a także w Bułgarii, Kanadzie, NRD, Rumunii, USA i Związku Radzieckim. Brał również udział w popularnych programach radiowych „Podwieczorek przy mikrofonie” i „Zgaduj zgadula”. W filmie w reż. Jana Rutkiewicza pt. „Kochajmy syrenki” wcielił się w postać Parodysty Dybalskiego. Był jednym z bohaterów cyklicznej audycji „Gwiazdy tamtych lat” (odcinek Bolesław Gromnicki. Andrzej Bychowski. Parodyści). Zmarł 4 kwietnia 2017 we Wrocławiu i został pochowany na Cmentarzu Osobowickim.